# Ézanville
Ézanville ist eine französische Gemeinde mit 9789 Einwohnern (Stand 1. Januar 2022) im Département Val-d’Oise in der Region Île-de-France; sie gehört zum Arrondissement Sarcelles und zum Kanton Fosses. Es besteht eine Städtepartnerschaft mit Heidelberg-Ziegelhausen.

## Bevölkerungsentwicklung
| Jahr      | 1962 | 1968 | 1975 | 1982 | 1990 | 1999 | 2007 | 2017 |
| --------- | ---- | ---- | ---- | ---- | ---- | ---- | ---- | ---- |
| Einwohner | 3120 | 4511 | 6940 | 8003 | 9153 | 8825 | 9113 | 9775 |

## Sehenswürdigkeiten

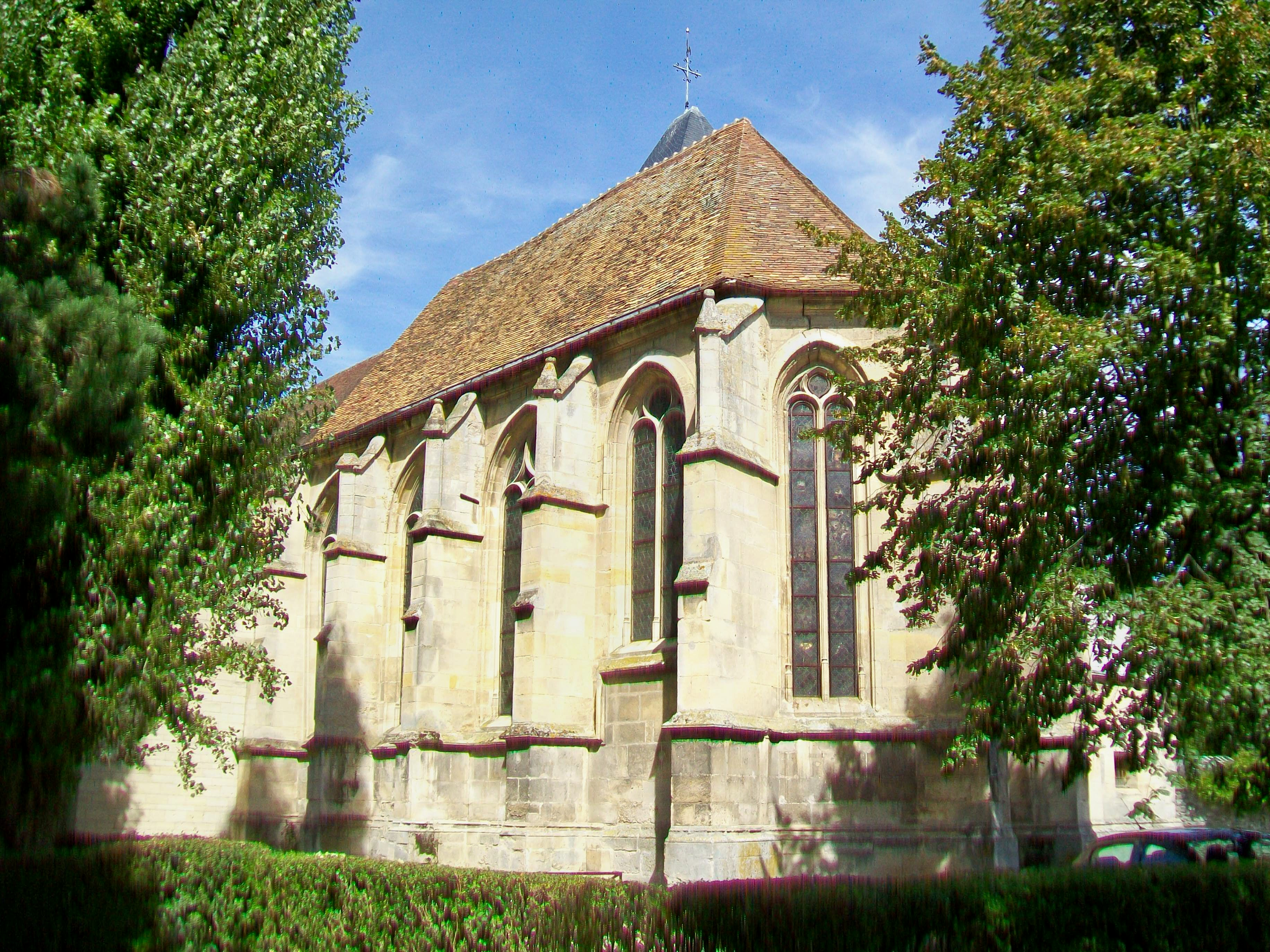
Kirche Notre-Dame-de-l'Assomption

- Renaissance-Kirche Notre-Dame-de-l'Assomption (Monument historique) mit barockem Taufbecken
- Château Henry, erbaut im 19. Jahrhundert

Siehe auch: Liste der Monuments historiques in Ézanville